# Schach-Frontend

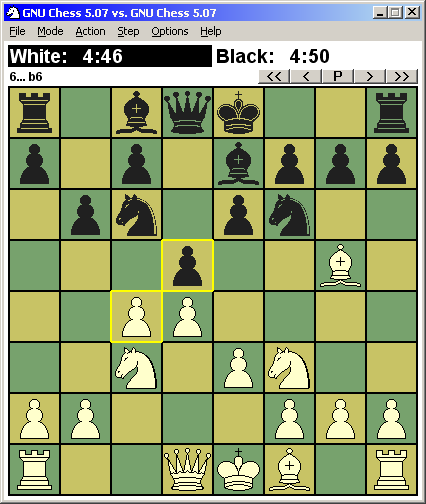
Winboard, ein Schach-Frontend, hier mit GNU Chess als Engine

Ein Schach-Frontend, Schach-Interface oder Schach-GUI ist ein eigenständiges Computerprogramm, das die Schachfiguren in der Regel grafisch auf dem Monitor darstellt, Zugeingaben registriert und diese auf Gültigkeit prüft. Das eigentliche Schachprogramm – die so genannte Engine – ist ebenfalls ein separates Programm, das als Backend für die Berechnung der Züge und Bewertung der Schachstellungen zuständig ist. Beide Seiten kommunizieren über ein Schach-Kommunikationsprotokoll miteinander, von denen derzeit zwei weit verbreitet sind: das offene Chess Engine Communication Protocol (CECP) und das neuere Universal Chess Interface (UCI). Durch die klare Trennung zwischen Schachschnittstelle und Engine werden so Spiele zwischen verschiedenen Schach-Engines ermöglicht, sowie Verbindungen über das Internet (mit Hilfe eines Schachservers) oder über das lokale Netzwerk, um mit entfernten Gegnern zu spielen. 
Die Stellungen und Partien werden im offenen Format Portable Game Notation (PGN) oder auch in proprietären Formaten gespeichert.
Die Zugeingabe erfolgt gewöhnlicherweise mit der Maus. Alternativ kann auch spezielle Schach-Hardware (z. B. DGT-PC-Schachbrett) verwendet werden. Allerdings kann man meist damit nur die Züge eingeben und das Brett der graphischen Oberfläche wird weiterhin benötigt. Dies darf nicht mit Schachcomputern verwechselt werden, die speziell zum Schachspielen gebaut werden und in der Regel  ein Schachprogramm als Firmware fest eingebaut haben.